# Lac Kacakitcohikatcecik
Lac Kacakitcohikatcecik är en sjö i Kanada.   Den ligger i regionen Lanaudière och provinsen Québec, i den sydöstra delen av landet, 230 km norr om huvudstaden Ottawa. Lac Kacakitcohikatcecik ligger 416 meter över havet. Den ligger vid sjöarna  Lac Barroy Lac Gate och Petit lac Michaud.
I omgivningarna runt Lac Kacakitcohikatcecik växer i huvudsak blandskog. Runt Lac Kacakitcohikatcecik är det mycket glesbefolkat, med 6 invånare per kvadratkilometer.